# Cliff Leeman
Clifford „Cliff“ Leeman (* 10. September 1913 in Portland (Maine); † 26. April 1986 in New York City) war ein Schlagzeuger des Swing und Dixieland.
Leeman hatte schon mit 13 Jahren einen Auftritt als Schlagzeuger beim Portland Symphony Orchestra und spielte Ende der 1920er Jahre im Vaudeville Xylophon. 1936 bis 1939 war er Schlagzeuger bei Artie Shaw, 1939 bei Glenn Miller und Tommy Dorsey, 1940 bis 1943 bei Charlie Barnet und 1943/44 bei Woody Herman. Nachdem er für kurze Zeit zum Militärdienst eingezogen war, spielte er mit Don Byas, John Kirby (1944/45), Raymond Scott (1944) und Jimmy Dorsey (1945).
Danach nahm er eine Auszeit, bis er 1947 beim Casa Loma Orchestra von Glen Gray einstieg. 1949 war er wieder bei Charlie Barnet und 1949/50 in der Bigband von Bob Chester. In den 1950er Jahren arbeitete er viel für Rundfunk- und TV-Produktionen, aber auch im Club von Eddie Condon in New York und mit Bobby Hackett (1949 bis 1952), als Sessionmusiker 1955 mit Mal Fitch. Er spielte in der Lawson-Haggart-Band, mit Wild Bill Davison (1962), den Dukes of Dixieland (1963/64), Peanuts Hucko (1964), tourte mit Eddie Condon in Australien sowie Japan und spielte mit Bob Crosby. In den 1970er Jahren spielte er mit der World´s Greatest Jazz Band (1976/77) und u. a. mit Jimmy McPartland und Joe Venuti.